# 菅原勝伴
菅原 勝伴（すがわら かつとも、1929年（昭和4年）8月1日 - 2021年12月26日）は、日本の法学者。専門は民法、特に道路交通法・農地法。北海学園大学名誉教授。北海学園大学法学部の草創期を支え、大和哲夫・松浦栄らと共に教員確保に尽力した一人。小林巳智次の弟子。ゼミ生に佐藤のりゆきなど。

## 来歴
- 北海道出身[1]。
- 1947年 札幌商業学校（現・北海学園札幌高等学校）卒業。
- 1952年 北海道大学法経学部法律学科卒業。
- 1953年 同大学院（旧制）を中退し、北海道大学助手となる。
- 1957年 北海学園大学経済学部講師。
- 1962年 同経済学部助教授。
- 1964年 同法学部助教授。
- 1967年 同法学部教授。
- 1986年 同大学院法学研究科教授。
- 1988年 郵政大臣表彰[3]。
- 2001年 北海学園大学定年退職。同名誉教授[2]。

このほか、北海道大学法学部、同農学部、小樽商科大学の非常勤講師も務めた。

## 著書
- 『農家相続と農地』（共著、東京大学出版会、1965年）
- 『不動産登記の法律相談』（共著、有斐閣、1979年）
- 『教材民法判例』（共著、北海道大学図書刊行会、1983年）
- 『交通災害の抑止と補償』（共著、ぎょうせい、1988年）
- 『世界の交通法』（共著、日本交通学会、1992年）などがある。